# Władysław Kulczyński
Wladyslaw Kulczyński (abreviado Kulczynski) fue un zoólogo polaco, nacido el 27 de marzo de 1854 en Cracovia y fallecido el 9 de diciembre de 1919 en la misma ciudad.
Después de la graduación, sigue en Cracovia, donde se convirtió en profesor en 1878 en la Universidad de la ciudad, un cargo que ocupó hasta 1910.
Es autor de importantes trabajos sobre los arácnidos de su país, y también de Europa y otros lugares.

## Publicaciones
- Słownik biologów polskich, pod red. Stanisława Feliksiaka, Warszawa 1987
- Św. p. Władysław Jan Kulczyński. Wspomnienie pośmiertne, Julian Zaleski, w: Sprawozdanie Dyrektora II Państwowego Gimnazjum św. Jacka w Krakowie za rok szkolny 1920, Kraków 1920

## Abreviatura (zoología)
La abreviatura Kulczyński o Kulczynski  se emplea para indicar a Władysław Kulczyński como autoridad en la descripción y taxonomía en zoología.

## Fuente
- Pierre Bonnet (1945). Bibliographia araneorum, Les frères Doularoude (Toulouse).